# Partido de los Comerciantes Checoslovacos
Partido de los Comerciantes Checoslovacos (en checo: Československá živnostensko-obchodnická strana středostavovská, ČŽOS) era un partido político liberal y conservador en Checoslovaquia, cuyos líderes notables eran Josef V. Najman y Rudolf Mlčoch.

## Historia
El partido se estableció en 1920 como una división del Partido Nacional Demócrata. En las primeras elecciones checoslovacas a finales de año, el ČŽOS ganó seis escaños en la Cámara de Diputados y tres en el Senado. En las elecciones de 1925, el partido aumentó su representación parlamentaria, ganando 13 escaños en la Cámara y seis en el Senado.
En las elecciones de 1929, el ČŽOS se redujo a 12 escaños en la Cámara, pero retuvo sus seis escaños en el Senado. El partido tuvo más éxito en las elecciones de 1935, ganando 17 escaños en la Cámara y ocho en el Senado.
En 1938, el partido se fusionó con el Partido de la Unidad Nacional tras la ocupación del país por Alemania y Hungría.

## Ideología
El partido se fundó para representar a minoristas y artesanos independientes. Funcionó en una plataforma de derecha y cooperó con el Partido Republicano de Agricultores y Campesinos en el Parlamento.

## Resultados electorales
| Cámara de Diputados |                                  |                      |                    |     |                     |
| Año de elecciones   | Votos conseguidos y posición (#) | % del total de votos | Asientos ganados # | +/– | Líder               |
| 1920                | 122.813 (#12)                    | 1,98                 | 6/281              | –   | Rudolf Mlčoch       |
| 1925                | 285.928 (#11)                    | 4,02                 | 13/300             | 7   | Rudolf Mlčoch       |
| 1929                | 291.209 (#11)                    | 3,9                  | 12/300             | 1   | Rudolf Mlčoch       |
| 1935                | 448.049 (#9)                     | 5,4                  | 17/300             | 5   | Josef Václav Najman |

| Senado            |                                  |                      |                    |     |                     |
| Año de elecciones | Votos conseguidos y posición (#) | % del total de votos | Asientos ganados # | +/– | Líder               |
| 1920              | 107.674 (#11)                    | 2,06                 | 3/142              | –   | Rudolf Mlčoch       |
| 1925              | 257.171 (#10)                    | 4,2                  | 6/150              | 3   | Rudolf Mlčoch       |
| 1929              | 274.085 (#11)                    | 4,2                  | 6/150              | 0   | Rudolf Mlčoch       |
| 1935              | 393.732 (#9)                     | 5,4                  | 8/150              | 2   | Josef Václav Najman |